# Escut de Somàlia
L'escut de Somàlia fou adoptat el 10 d'octubre de 1956. Té el camper d'atzur, amb un estel de cinc puntes d'argent al centre; al voltant, filiera d'or i timbrat amb corona mural també d'or. Els suports són dos lleopards al natural aguantats sobre dues palmes de sinople i dues llances al natural, passades en sautor; de les llances penja una cinta d'argent.
L'atzur i l'argent corresponen al blau i el blanc de la bandera de les Nacions Unides, que van administrar la colònia fins al 1950. L'estrella de cinc puntes simbolitza els cinc territoris de la Gran Somàlia, és a dir, aquells habitats pels somalis: la Somàlia Britànica, la Somàlia Italiana, la Somàlia Francesa (actual Djibouti), l'Ogaden (a Etiòpia) i el nord-est de Kenya.

## Escuts antics
Anteriorment van existir escuts per a les dues parts constituents:
- La Somàlia Britànica va tenir inicialment (1903-1950) un emblema amb el cudú, un antílop propi del territori (vegeu la bandera de la Somàlia Britànica); el 18 de desembre de 1950 li fou concedit un nou escut que va estar en ús fins al 26 de juny de 1960 (amb una petita modificació de la corona el 1955, que va passar al model Tudor).
- El de la Somàlia Italiana, concedit el 8 de juny de 1919, era un escut truncat d'atzur i de gules, dividit per una faixa dentada d'argent (Smith, 1980). A la part superior, un lleopard simbolitzant el Benadir colonial; a la inferior, dos estels d'argent de sis puntes, simbolitzant els dos soldanats protegits que existien el 1919 (el sultanat de Majeerteen i el de Hobyo).

Somàlia Italiana, 1919-1956
Somàlia Britànica, 1950-1960 (amb una petita modificació de la corona el 1955)